# Оризово
Ори́зово (болг. Оризово) — село в Старозагорській області Болгарії. Входить до складу общини Братя-Даскалові.

## Населення
За даними перепису населення 2011 року у селі проживали 1447 осіб.
Національний склад населення села:
| Національність   | Кількість осіб | Відсоток |
| ---------------- | -------------- | -------- |
| болгари          | 781            | 71,8%    |
| турки            | 207            | 19,0%    |
| цигани           | 90             | 8,3%     |
| Всього відповіли | 1088           |          |

Розподіл населення за віком у 2011 році:
Динаміка населення: